# Multicar

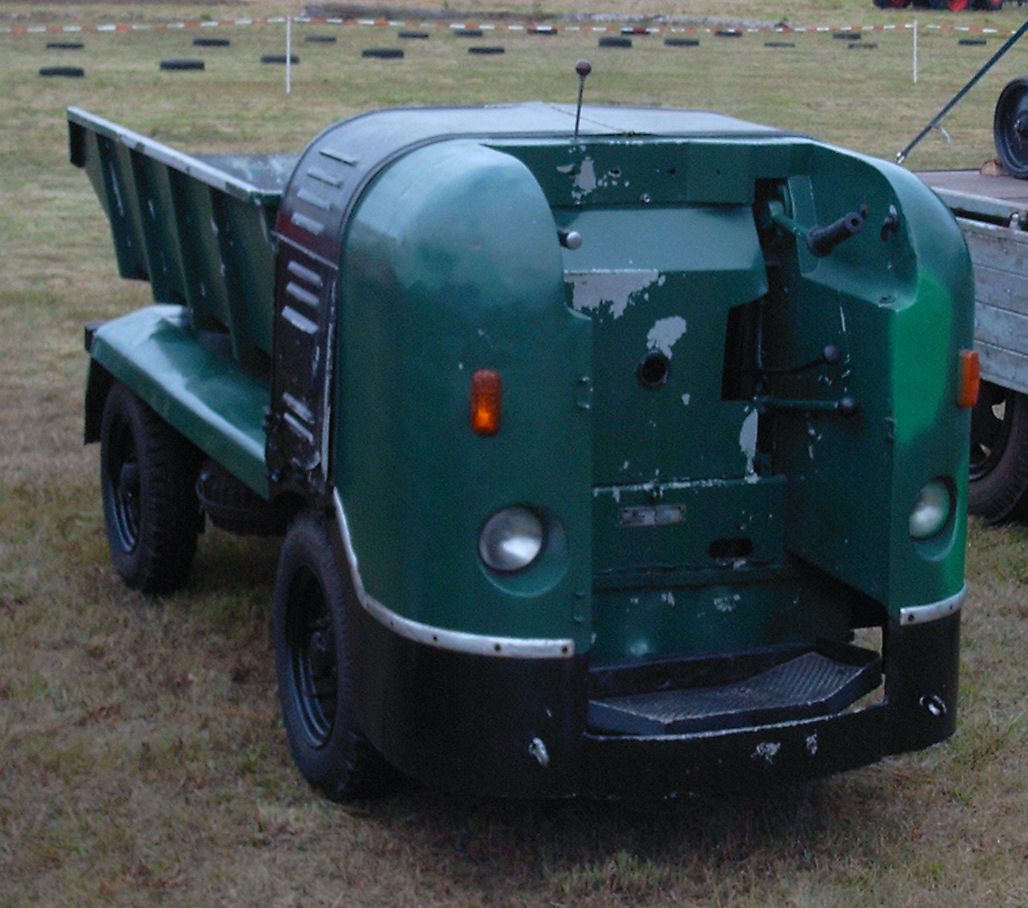
Jedno z nejstarších vozidel pod značkou Multicar. Typ M21 ovládaný pouze pákami

Multicar (lidově „multikára“) je značka malého nákladního automobilu a nosiče nástaveb, který vyrábí stejnojmenná firma v durynském městě Waltershausen. Výrobce vozidel Multicar je dnes součástí firmy Hako, specialisty na komunální techniku. Multicar je v současnosti jediná značka z bývalého kombinátu IFA, která přežila.

## Historie
Dnešní výrobní závod byl založen v roce 1920 pod názvem ADE-Werke. Tehdejší produkci představovaly zemědělské stroje a přívěsy. Po druhé světové válce byla produkce obnovena v roce 1946 pod názvem Gerätebau Waltershausen. Roku 1948 byl závod přejmenován na VEB Fahrzeugwerk Waltershausen a pod tímto názvem fungoval až do privatizace v roce 1991. Od roku 1956 začala produkce vozidla DK 3 (Dieselkarre). Vozidlo bez kabiny řidiče, ovládané pouze pákami bylo vlastně přestavbou akumulátorového vozíku (elektrokáry) vybavené dieselovým motorem. Tato verze byla vyvinuta ještě v továrně v Ludwigsfelde. Vylepšená verze, už pod názvem Multicar M 21, se začala vyrábět o dva roky později a do roku 1964 se jich vyrobilo 14 000. Během následujících deseti let vzniklo 42 500 vozidel typu M 22 už s jednomístnou kabinou řidiče. Do roku 1978 se vyráběl typ M 24. Ze 25 600 vyrobených kusů šlo 48 % na export. Následoval typ M 25 s dvojmístnou kabinou, hojně rozšířený také v bývalém Československu. Ten se stal exportním šlágrem - na export, především do zemí RVHP šlo až 70 % produkce. Do ukončení výroby v roce 1993 bylo vyrobeno přibližně 100 000 kusů typu M 25, od roku 1991 vybavených moderním motorem VW a poté také IVECO. Mezi lety 1993 a 2009 vznikal model M 26. Mezitím, v roce 1998, se Multicar stal součástí firmy Hako. V tomto období byla zavedena výroba malého univerzálního nosiče nástaveb TREMO, jehož výroba běží dosud. Aktuální modely univerzálních vozidel Multicar jsou M 27 a FUMO.

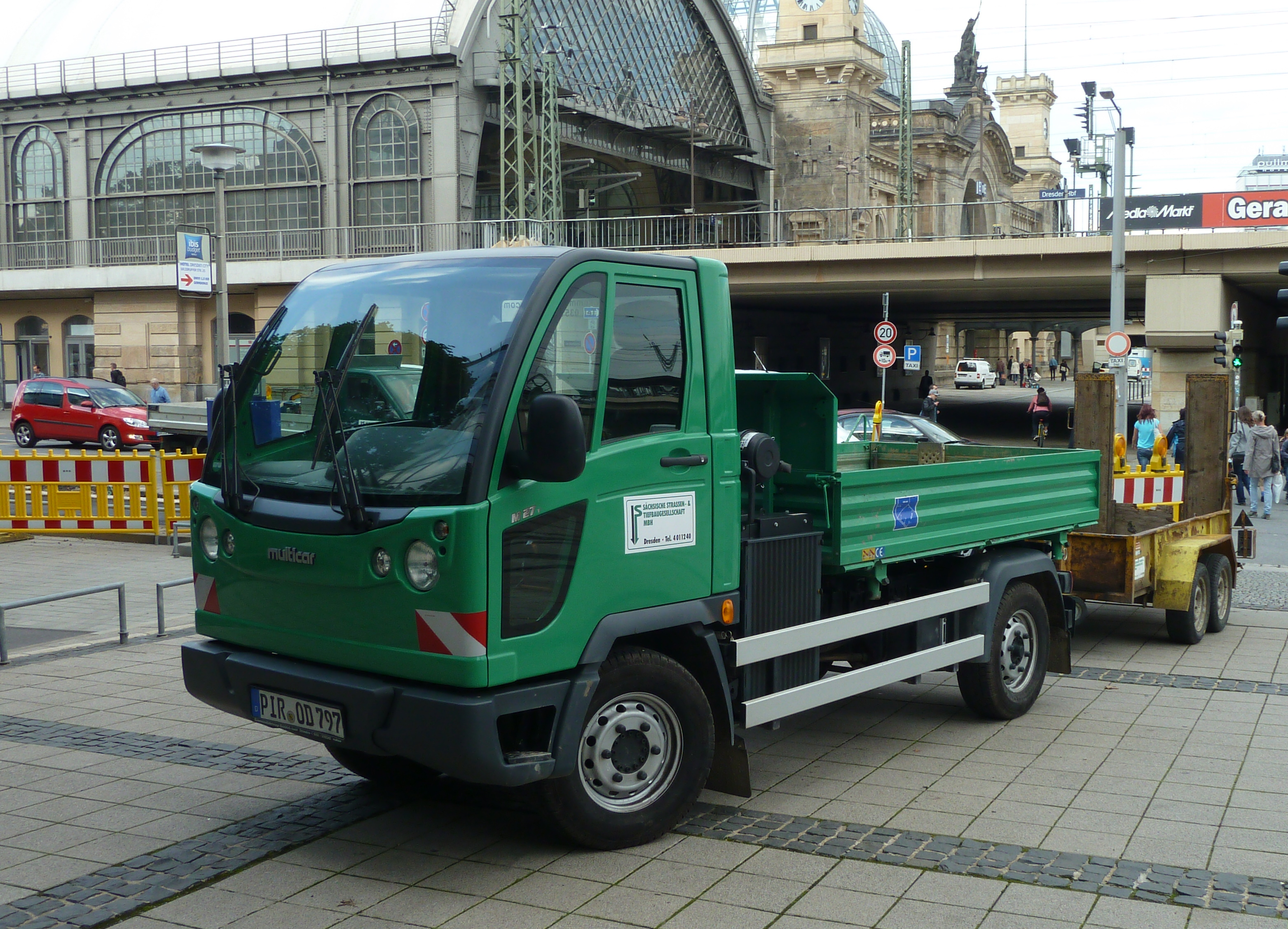
Multicar M 27
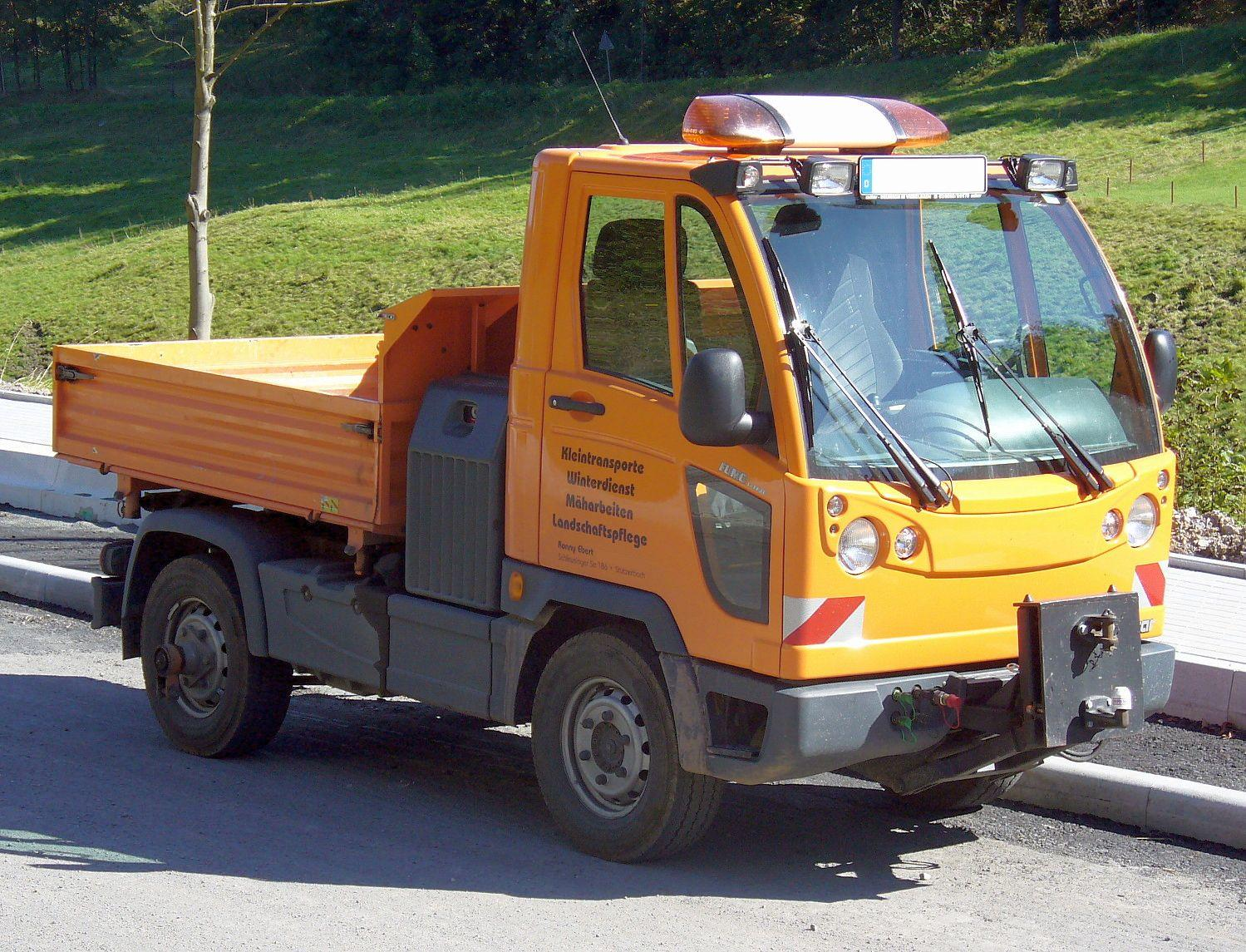
Multicar FUMO
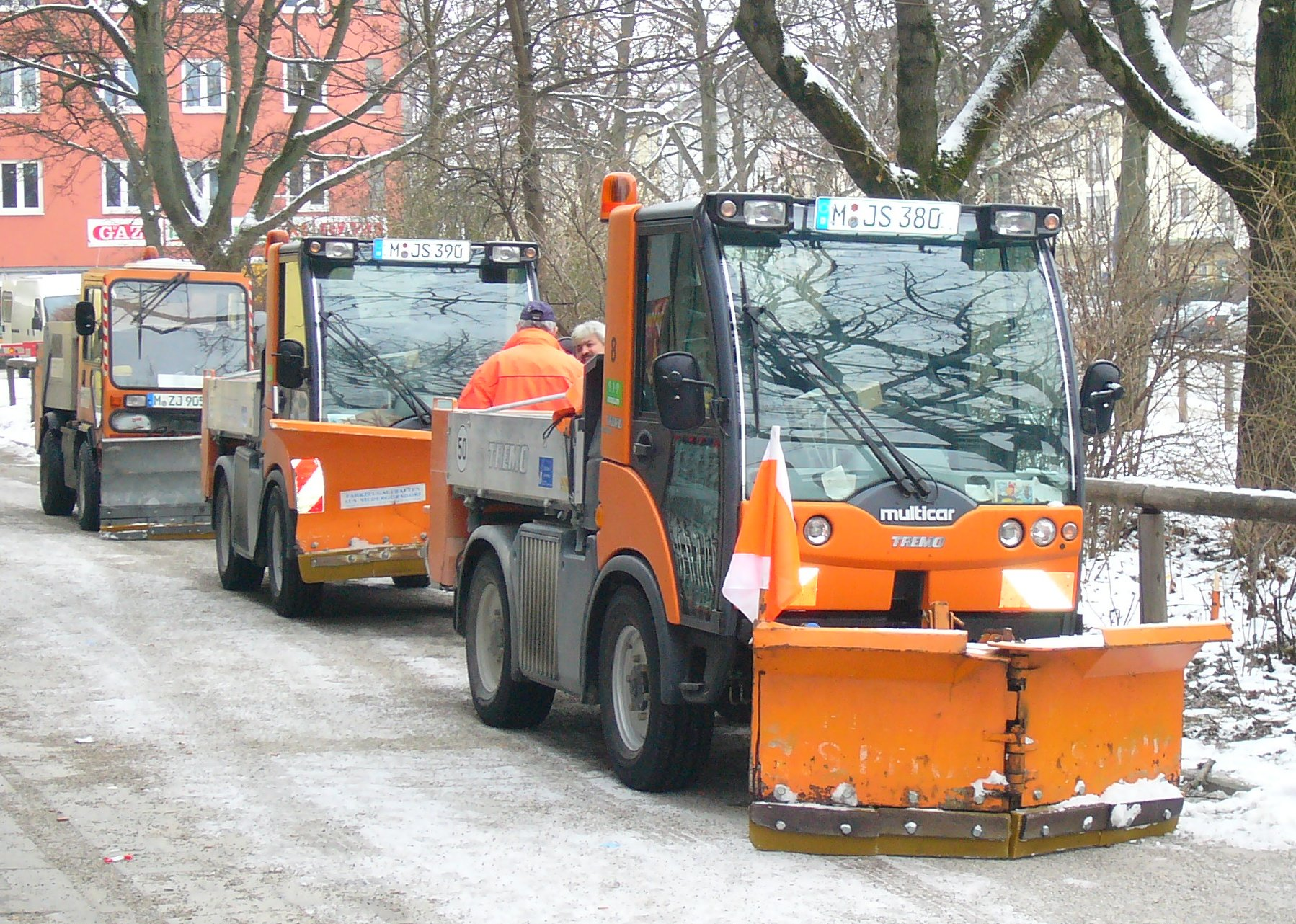
Multicar TREMO
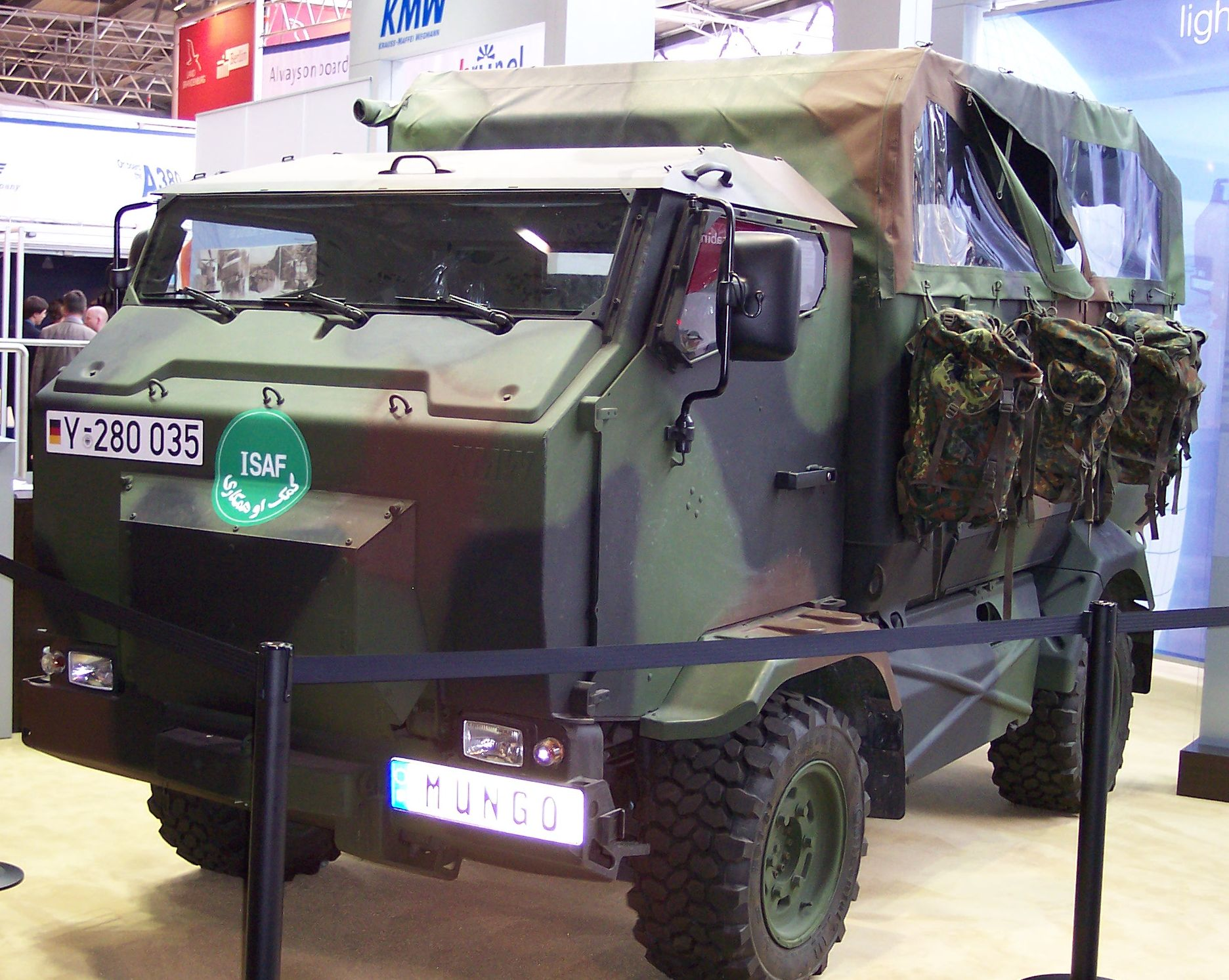
Mungo

## Historické modely

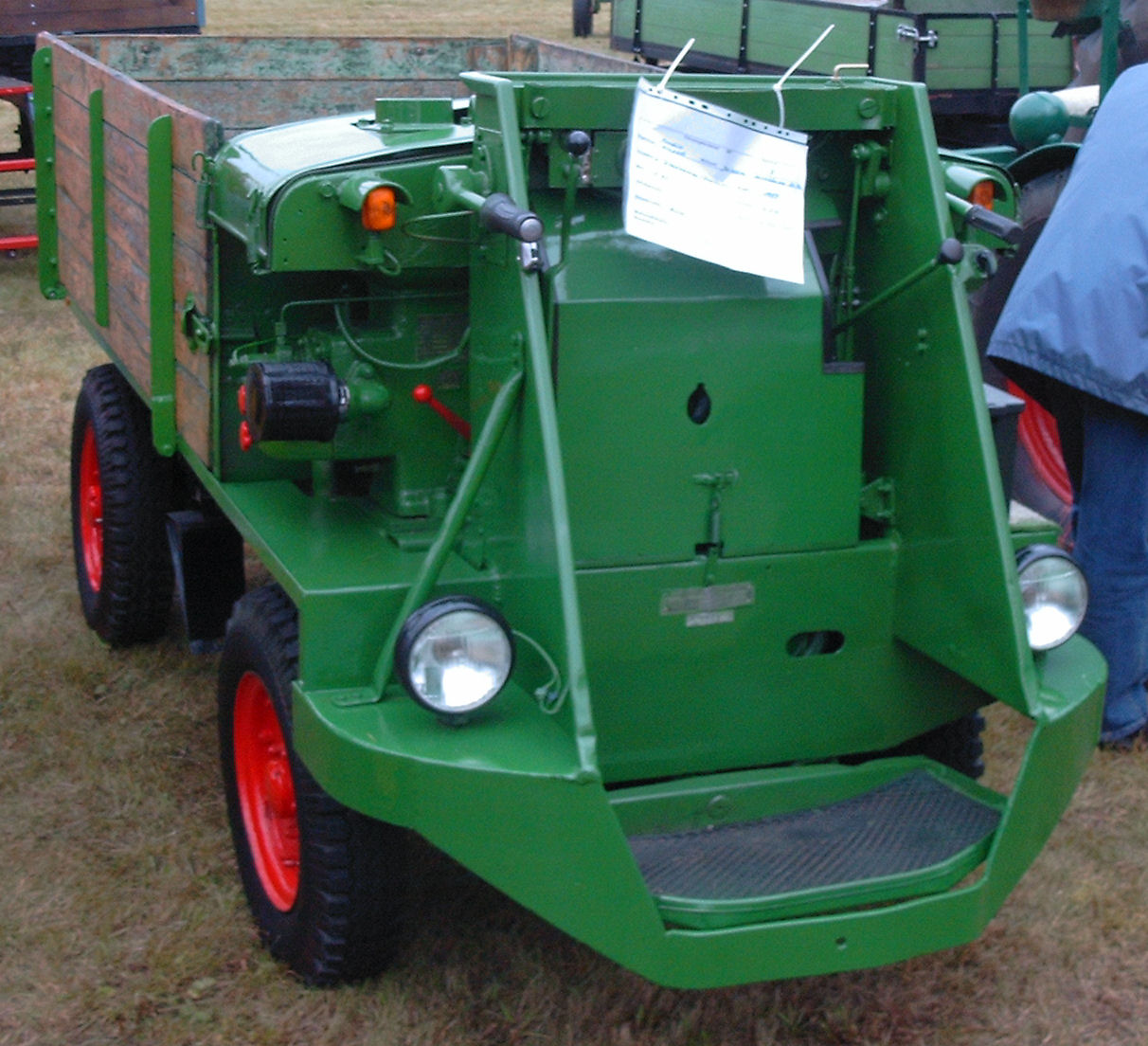
Diesel-Ameise DK3
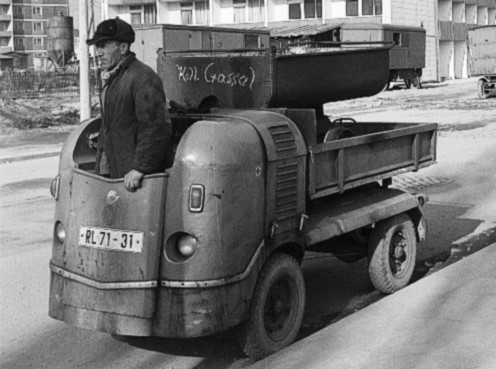
Multicar DK4/M 21
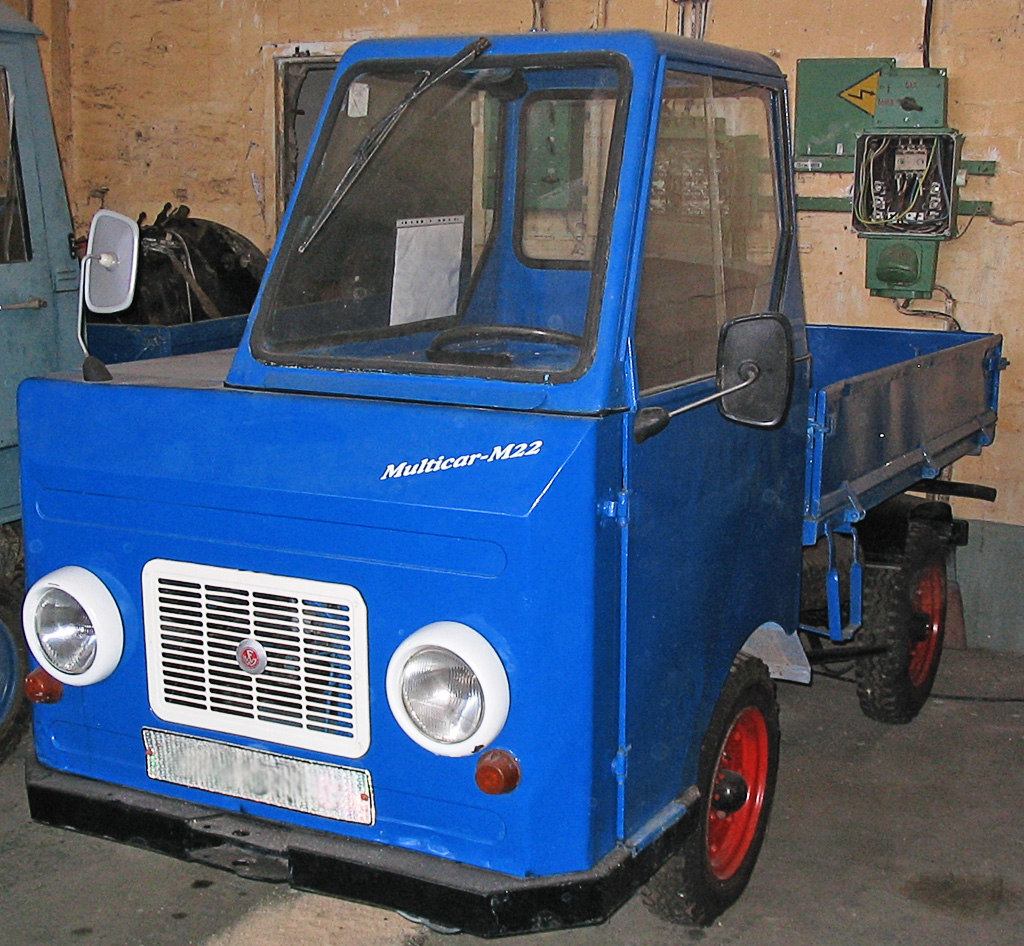
Multicar M 22
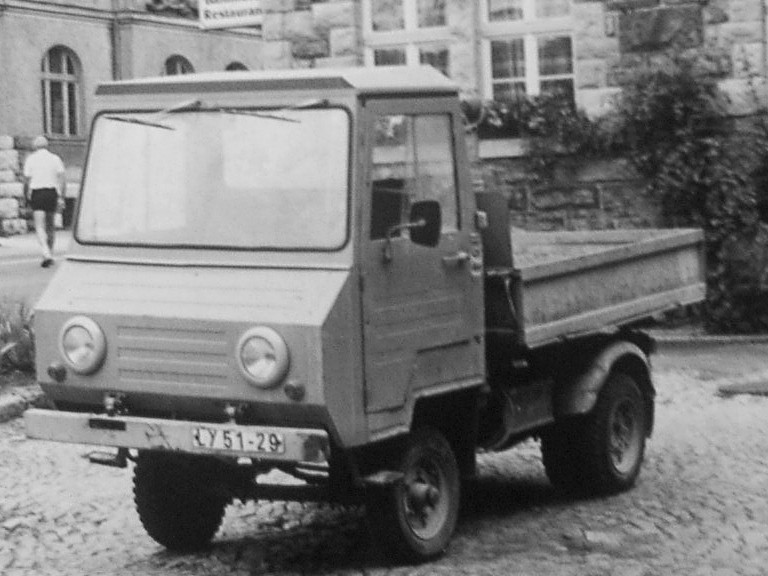
Multicar M 24
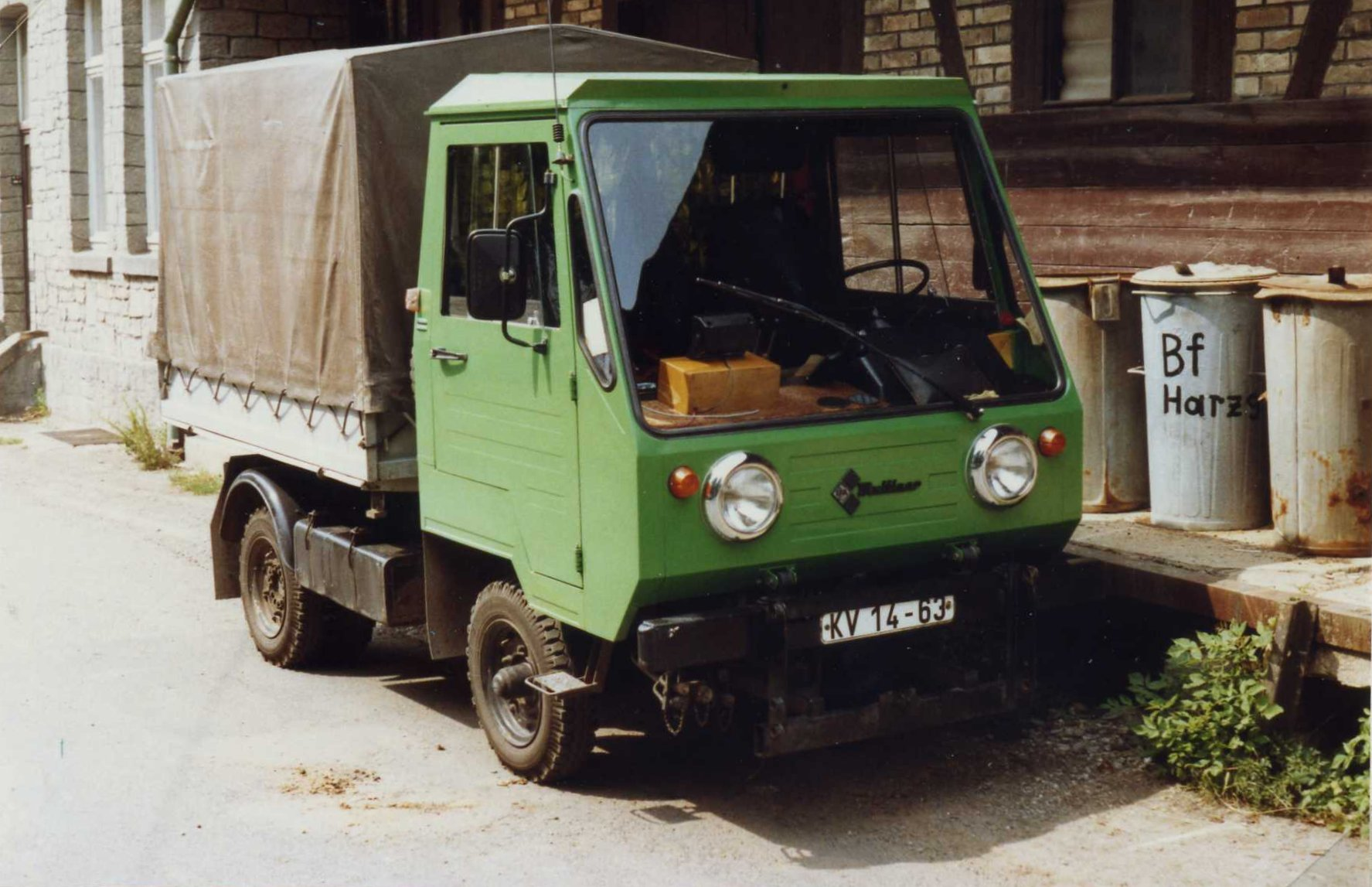
Multicar M 25 (dřívější model)
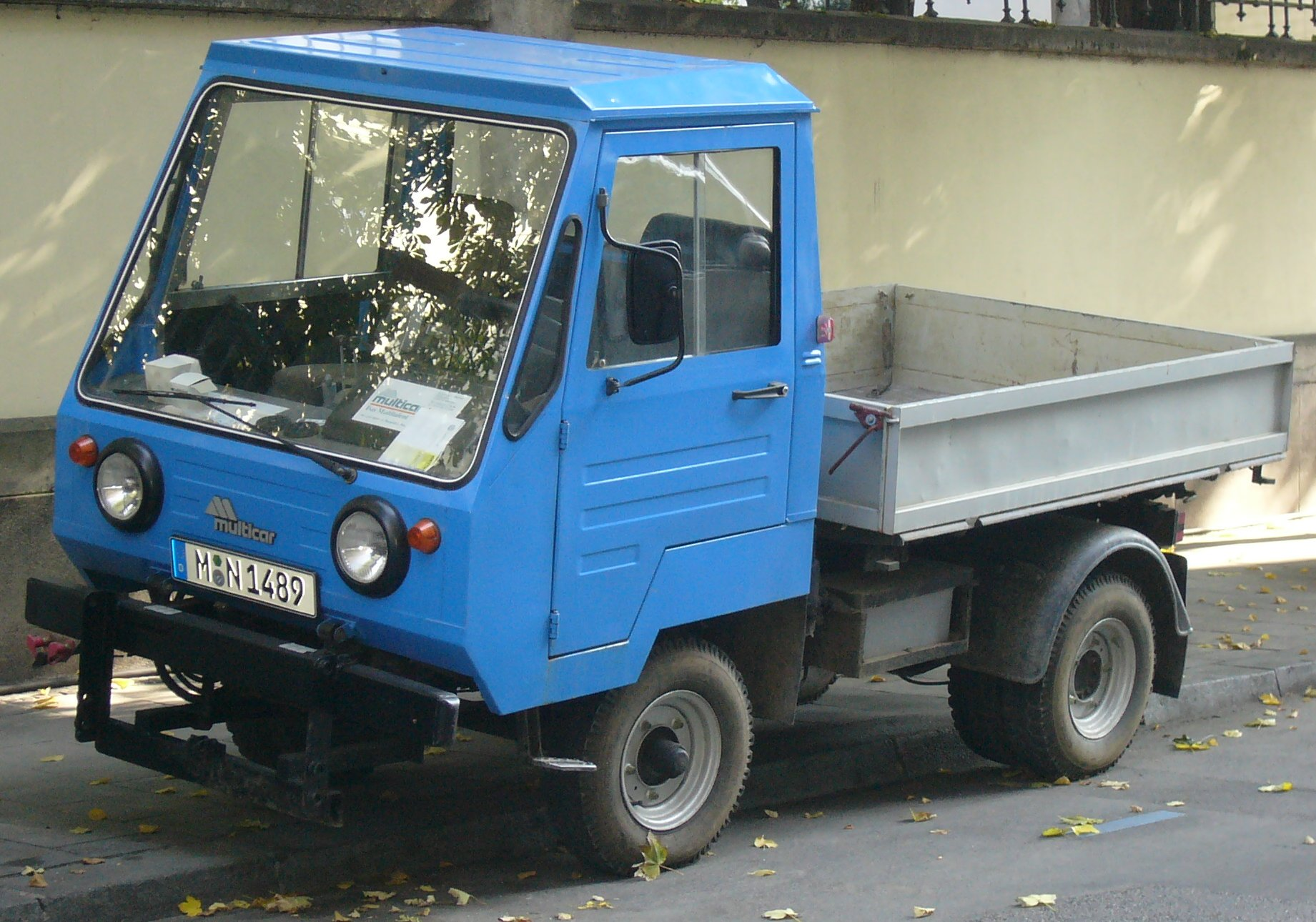
Multicar M 25 (pozdější model)
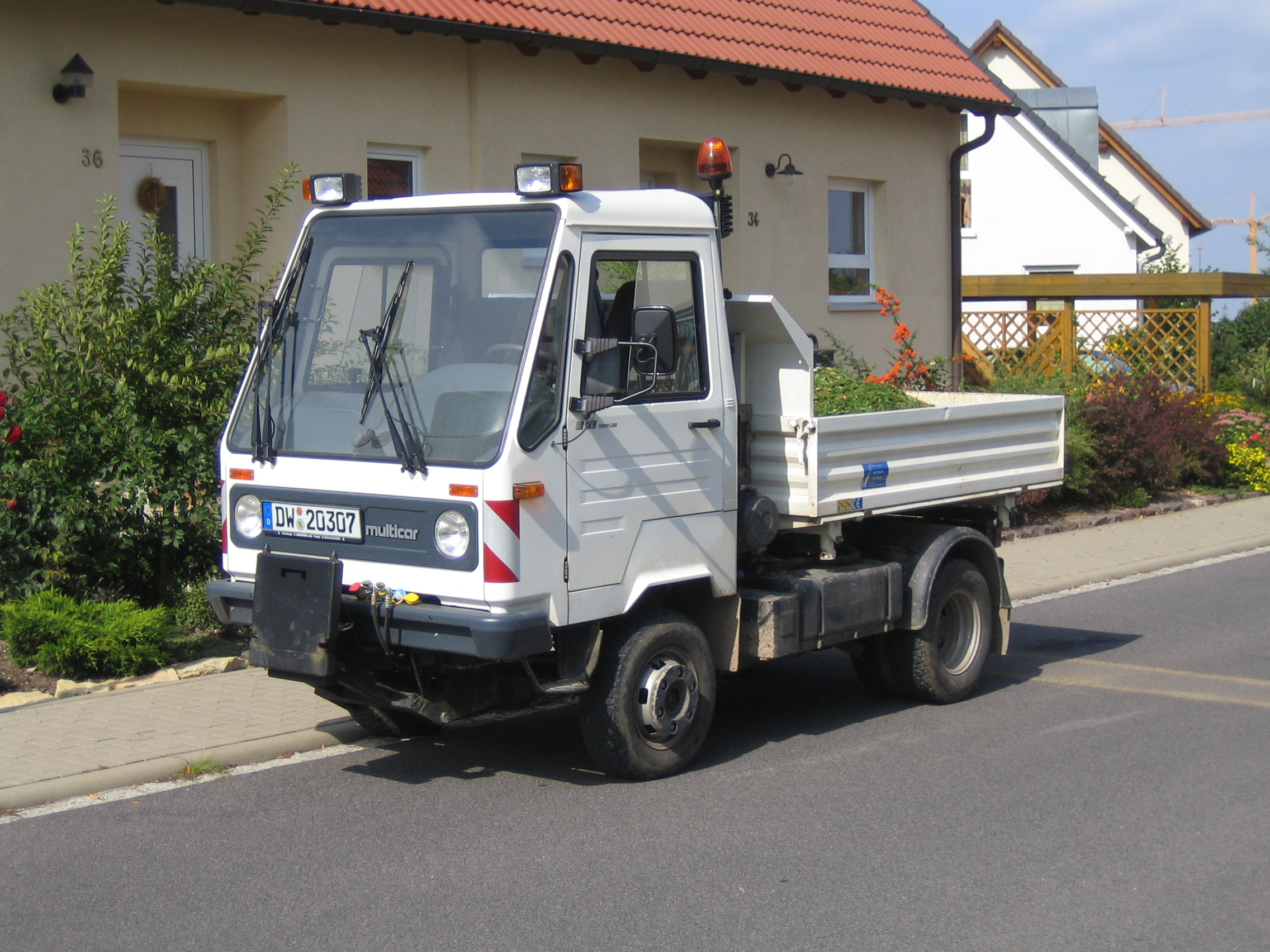
Multicar M 26, už s motorem VW